# Wisconsin Dells
Wisconsin Dells és una població dels Estats Units a l'estat de Wisconsin. Segons el cens del 2000 tenia 2.418 habitants.

## Demografia
Segons el cens del 2000, Wisconsin Dells tenia 2.418 habitants, 1.019 habitatges, i 609 famílies. La densitat de població era de 225 habitants per km².
Dels 1.019 habitatges en un 26,7% hi vivien nens de menys de 18 anys, en un 45,5% hi vivien parelles casades, en un 10,2% dones solteres, i en un 40,2% no eren unitats familiars. En el 34,6% dels habitatges hi vivien persones soles el 15,4% de les quals corresponia a persones de 65 anys o més que vivien soles. El nombre mitjà de persones vivint en cada habitatge era de 2,28 i el nombre mitjà de persones que vivien en cada família era de 2,93.
Per edats la població es repartia de la següent manera: un 22% tenia menys de 18 anys, un 7,8% entre 18 i 24, un 27,3% entre 25 i 44, un 23,6% de 45 a 60 i un 19,3% 65 anys o més.
L'edat mediana era de 41 anys. Per cada 100 dones de 18 o més anys hi havia 86,7 homes.
La renda mediana per habitatge era de 35.699$ i la renda mediana per família de 46.304$. Els homes tenien una renda mediana de 29.830$ mentre que les dones 22.553$. La renda per capita de la població era de 23.447$. Aproximadament el 4% de les famílies i el 7,5% de la població estaven per davall del llindar de pobresa.

## Poblacions més properes
El següent diagrama mostra les poblacions més properes.